# 그누스텝
그누스텝(GNUstep)은 GUI 가운데 하나이다. 라이브러리, 위젯, 소프트웨어 개발도구 등 많은 면에서 NeXT의 오픈스텝을 닮았으며 유닉스 계 운영 체제에서만이 아니라 마이크로소프트 윈도우에서도 돌아간다.
GNU 일반 공중 사용 허가서를 따르는 부분과 GNU 약소 일반 공중 사용 허가서를 따르는 부분으로 이루어져 있으며 최신판은 여기를 참조할 것. 현재 GNU 계획 가운데 하나이기도 하다.

## 걸어온 길
그누스텝은 Paul Kunz를 필두로 한 몇 명이 그때 넥스트스텝용이었던 히포드로를 다른 환경에서 돌아가게 하기 위해 만들기 시작했다. 그들은 히포드로를 아예 처음부터 새로 만들고 겉꼴(외형)만 그대로 가져오는 대신 히포드로가 쓰는 넥스트스텝의 라이브러리를 새로 만들기로 했다. 그누스텝의 첫 판은 그렇게 만들어졌다(그 때 이름은 libobjcX). 이것으로 그들은 히포드로의 내용을 한 줄도 바꾸지 않고 히포드로를 유닉스의 X 윈도 시스템에서 돌릴 수 있었다. 1994년 오픈스텝이 나온 뒤 그들은 libobjcX를 오픈스텝을 닮게 새로 만들기로 했고 libobjcX는 그렇게 오늘날의 그누스텝이 되었다.

## 같이 보기
- 프로퍼티 리스트
- 윈도 메이커